# マーシャル・サーリンズ
マーシャル・ディビッド・サーリンズ（Marshall David Sahlins、1930年12月27日 - 2021年4月5日）は、アメリカの文化人類学者である。

## 経歴
出生から修学期
1930年、イリノイ州シカゴで生まれた。ミシガン大学に入学し、レズリー・ホワイトの指導の下、学士号および修士号を取得。その後コロンビア大学に移り、カール・ポランニーとジュリアン・スチュワードに師事して学問的影響を受けた。1954年、同大学で博士号を取得した。
卒業後
その後、教師として母校のミシガン大学に戻り、1960年代にはベトナム戦争に反対する政治活動に加わった。1960年代後半にはパリで2年間を過ごし、当地の学問的環境、とりわけクロード・レヴィ＝ストロースの業績に親しむと同時に、五月革命の学生蜂起を目の当たりにした。1973年、シカゴ大学へ転じた。
1998年にトーマス・ハックスリー記念賞を受賞。2001年にはPrickly Paradigm Pressという小さな出版社の社長に就任。2021年4月5日、イリノイ州シカゴで死去。90歳没。

## 研究内容・業績
サーリンズの仕事は、文化の持つ人々の認識や行動を形成させる力を明らかにするという点に眼目が置かれていた。とりわけ、生物学的には説明ができない、人々を動かす文化独自の力を説明することに関心を抱いた。彼の初期の仕事は「合理的経済人」の概念を批判し、経済システムがそれぞれの状況において個別の文化的手段により適用されることについての記述であった。
Evolution and Culture(1960年)
Evolution and Culture(1960)において、文化進化論と新進化主義の分野に着手することになった。彼は社会進化を「一般進化」と「特殊進化」に区別した。一般進化とは文化や社会のシステムが、徐々に複雑性や組織性、環境への適応性などの度合いを高めていく傾向のことを指す。しかしながら、各々の文化は孤立して存在しているわけではなく、そこには相互作用や性質の伝播(技術的な発明品のような)がある。様々な要素が異なる組み合わせで、異なる発展の段階へ、異なる環境のもとに導入されることにより、文化を様々な方向へ発展させてゆく(特殊進化)と論じた。
太平洋諸国での調査
Culture and Practical Reason(1976)の出版後は、彼の関心は歴史学と人類学の関係性にうつり、それぞれの文化がどのようなやりかたで歴史を理解して形成してゆくのか、という点に置かれるようになった。彼の地域的な関心は太平洋文化全般にあったが、調査は主にフィジーとハワイで行われた。
1990年代の後半には、サーリンズはオベーセーカラとの間で、1779年のハワイにおけるキャプテン・クックの死の細部をめぐって白熱した議論を繰り広げた。議論の要点は、現地の人々の理性をどう解釈するかである。オベーセーカラの主張は、現地の人々は本質的には西洋人と同様の考え方をしているにもかかわらず、いずれの議論も彼らを非理性的で非文明的なものとして描写しようとし、その対象物としてのみ認識しているというものであった。反対に、サーリンズは西洋的思考様式の批判者であり、現地の文化は西欧のそれとは区別されるものであり、かつ西洋文化と等価値をもつものであると主張した。
学生
著名な教え子にはデヴィッド・グレーバーがいる。

## 主要著作
- Social Stratification in Polynesia (1958)
- Moala: Culture and Nature on a Fijian Island (1962)
- Evolution and Culture (ed., 1960)
  - M.サーリンズ、E.サーヴィス『進化と文化』山田隆治 訳、新泉社、1976年。 NCID BN03176745。国立国会図書館サーチ：R100000002-I000001220198。
- Stone Age Economics (1974)
  - マーシャル・サーリンズ『石器時代の経済学』山内昶 訳、法政大学出版局〈叢書・ウニベルシタス 133〉、1984年。ISBN 978-4-588-00133-8。 NCID BN00399583。国立国会図書館サーチ：R100000002-I000001665000。
- Tribesmen (1968)
- The Use and Abuse of Biology (1976)
- Culture and Practical Reason (1976)
  - マーシャル・サーリンズ『人類学と文化記号論 : 文化と実践理性』山内昶 訳、法政大学出版局〈叢書・ウニベルシタス 201〉、1987年。ISBN 978-4-588-00201-4。 NCID BN00793279。国立国会図書館サーチ：R100000002-I000001839992。
- Historical Metaphors and Mythical Realities (1981)
- Waiting For Foucault (1999)
- Islands of History (1985)
  - マーシャル・サーリンズ『歴史の島々』山本真鳥 訳、法政大学出版局〈叢書・ウニベルシタス 413〉、1993年。ISBN 978-4-588-00413-1。 NCID BN09822762。国立国会図書館サーチ：R100000002-I000002287561。
- Anahulu: The Anthropology of History in the Kingdom of Hawaii (1992)
- How "Natives" Think: About Captain Cook, for Example (1995)
- Culture in Practice (2000)
- Apologies to Thucydides: Understanding History as Culture and Vice Versa (2004)
- Confucius Institute: Academic Malware Chicago: Prickly Paradigm Press, (2015) ISBN 978-0-984-20108-2